# Хабичев, Аурен Арсениевич
Ауре́н Арсе́ниевич Ха́бичев (род. 19 января 1986, Ставропольский край) — российский журналист и писатель, колумнист на сайте «Газета.ру» с 2016 года.

## Биография
Аурен Хабичев родился и вырос в Ставропольском крае. С 2007 года живёт в Москве. Сейчас живёт в Германии.
В 2018 году в интервью изданию «Это Кавказ» Аурен признался, что не знает своей настоящей фамилии и национальности, так как его отец родился в лагере для политзаключенных, где сидела его бабушка во время сталинских репрессий. Фамилия Хабичев досталась писателю именно от бабушки. В интервью «Независимой газете» Хабичев рассказал, что по деду, вероятно, он Савченко, но никаких точных доказательств этому нет.
Первые публикации появились в журнале «Новый мир». В 2016 году в этом журнале вышел цикл рассказов «Сто сорок похорон», который по итогам года вошел в рейтинг самых популярных текстов журнала (5 место из 20).
В 2018 году в «Новом мире» вышел цикл рассказов «Мое Великое Ничто», с которым в 2019 году Хабичев стал Лауреатом международной литературной премии от Русского ПЕН-центра
В 2018 году был ведущим специальной программы на сайте Газета.ру, где брал интервью у известных личностей — Ренаты Литвиновой, Божены Рынска, Натальи Поклонской и других.
В ноябре 2021 писатель Захар Прилепин пригрозил Аурену Хабичеву политическими репрессиями.

## Премии и награды
- Лауреат премии имени Фазиля Искандера (2018)[12]
- Финалист Национальной литературной премии «Лицей» им. А. С. Пушкина (2020)[13].

## Творческая деятельность
Аурен Хабичев известен своими провокационными текстами про российские города. Так, в декабре 2019 года СМИ Краснодарского края цитировали его статью «Казаки и адыгейцы», в которой Хабичев назвал столицу Кубани «агрессивным и брутальным городом». В 2018 он побывал в Кисловодске и написал колонку для Газета.ру, в которой назвал этот курорт «городом пьяных курортников», что также процитировали многие региональные СМИ. В том же году в личном блоге на Яндекс. Дзен Хабичев написал о Ставрополе, сравнив его с «пыльной» статуей.
Также Хабичев известен своей позицией на тему межличностных отношений. В 2016 году в Газета.ру была опубликована его статья «Секс или пицца», которую процитировали многие российские СМИ. В ней он ставил под сомнения существующие ролевые модели в обществе.
В декабре 2021 года после своей колонки «Мамочки — явление чрезвычайное» стал объектом нападок со стороны российских феминисток и ряда федеральных СМИ.
Однако позже в Аргументах недели вышло интервью с Ауреном Хабичевым, где он называл себя «ярым феминистом».
В апреле 2022 года предложил убрать литературу из школьной программы, так как она «приучает страдать с самого детства».
Его позицию оспорил в своей колонке литературный обозреватель Московской правды Сергей Баймухаметов, который отметил, что «Литература закладывала, развивала в юных ду-шах дар сочувствия, сострадания. В мире человеческом всегда считалось, что пока мы сострадаем, сочувствуем другим, мы остаемся людьми. Теперь как-то иначе?».

## Книги
В 2020 году книга Хабичева «Панический блог» вошла в Короткий список Национальной литературной премии «Лицей» им. А. С. Пушкина, а по результатам народного голосования на сайте Год литературы 2020 заняла первое место.
В начале 2024 года в издательстве «Глагол» вышел роман Аурена Хабичева «Пойди напугай бабушку».

## Критика
Писатель Алиса Ганиева в ходе интервью с Ауреном Хабичевым для «Независимой газеты» отметила, что «получилось очень смешно и остроумно» имея ввиду роман «Пойди напугай бабушку».
Журналист и редактор Алексей Беляков — бывший редактор журналов «Сноб» и Voque написал про роман: «Да, в романе, безусловно, есть что-то от Маркеса — прежде всего, степень бытовой убеди-тельности в обстоятельствах мифологических. А поскольку я считаю Маркеса величайшим писателем, ориентир вполне неплохой. И это точно не подражание, не стилизация».
Публицист и историк Евгений Понасенков о творчестве Аурена Хабичева написал в своем Telegram-канале: «Давно знаю Аурена Хабичева — самобытный парень со своим атмосферным блогом в Telegram. Несмотря на принадлежность к другому этносу и культуре, он тонко чувствует русский язык и пишет занимательные тексты. Уж получше многих „исконно-посконных“ ревнителей и охранителей. Ещё он убеждённый атеист и либеральных взглядов (что является несомненным плюсом)».
Музыкант, композитор и исполнитель Игорь Григорьев написал об Аурене Хабичев в своем авторском Telegram-канале:
это единственная тележка, где я оставляю свои бескорыстные сердечки под каждым постом. за литературу, конечно. а что такое литература? это когда серфишь по строчкам, как по гладкому безмятежному морю, и знаешь при этом, что море обманчиво и опасно.
Писатель и публицист Андрей Новиков-Ланской комментируя выход романа, сказал: «Проза Аурена Хабичева яркая и самобытная. Она одновременно сочетает в себе комические и глубокие элементы».